# S. Muthiah
Subbiah Muthiah (Pallathur, 13 aprile 1930 – Chennai, 20 aprile 2019) è stato un saggista, giornalista e cartografo indiano.
Storico dilettante e attivista del patrimonio, è noto per i suoi scritti sulla storia politica e culturale della città di Chennai. È stato il fondatore del quindicinale Madras Musings e del Madras Book Club e il principale organizzatore dell'annuale Madras Day. 

## Biografia

### Primi anni ed educazione
Muthiah nacque a Pallathur in the Distretto di Ramanathapuram della Presidenza di Madras, nell'India britannica, in una famiglia Nagarathar il 13 aprile 1930. Si formò presso il Ladies' College, S. Thomas' Preparatory School e Royal College di Colombo e completò la sua matricolazione in India nel 1946. Tra il 1946 e il 1951, studiò arte e ingegneria negli Stati Uniti d'America e ritornò a Ceylon dopo aver conseguito la laurea magistrale in Relazioni Internazionali nel 1951.

### Con ilThe Times of Ceylon
A Ceylon, Muthiah venne assunto dal The Times of Ceylon e lo servì per 17 anni, raggiungendo la seconda posizione nella gerarchia del periodico e dirigendo l'edizione settimanale della domenica.. Quando le leggi sulla cittadinanza del paese furono modificate nel 1968, Muthiah, che non era ancora cittadino di Ceylon, perse il lavoro e dovette trasferirsi in India.

### In India
Muthiah si stabilì nella città di Madras e iniziò a lavorare con la T. T. K. Maps, una recente divisione cartografica di T. T. K. Healthcare Ltd, dove aveva il compito di preparare guide turistiche e libri sul sud dell'India. Nel 1981, Muthiah scrisse il suo primo libro, Madras Discovered, basato sulle sue ricerche. Lo seguirono altri due saggi sulla città, su Parry's e Simpson's Ltd.

### Dopo il ritiro
Ritirandosi nel 1990 dalla T. T. K. Maps, Muthiah decise di dedicarsi totalmente alla scrittura e fondò il giornale Madras Musings. Fu coinvolto direttamente in ricerche legate all'eredità culturale a Madras e scrisse regolarmente colonne editoriali per periodici come The Hindu. Nel 1999, co-fondò il Chennai Heritage, una fondazione per la conservazione del patrimonio a Chennai. Muthiah fu anche una delle menti dietro le celebrazioni annuali del Madras Day tenute nella città in occasione dell'anniversario della fondazione dell'insediamento di Fort St. George da Andrew Cogan e Francis Day il 22 agosto 1639.
Nel 2011, Muthiah pubblicò il libro Madras Miscellany, una raccolta di articoli dalle colonne settimanali con lo stesso nome che aveva scritto per The Hindu dal novembre 1999. Si offrì pure volontario per modificare il diario su Chennai che era stato commissionato dal British Council attraverso l'Association of British Scholars, India Chapter. Il primo volume del dizionario geografico in 3 volumi intitolato Madras, Chennai: A 400 year record of the first city of Modern India su "Il territorio, le persone e il governo" e il secondo volume su "Servizi, istruzione ed economia" uscirono rispettivamente nel 2008 e nel 2014, mentre il terzo, "Informazione, Cultura e Spettacolo", nel 2019.

## Onorificenze
Il 7 marzo 2002, Muthiah divenne Membro Onorario della Divisione Civile dell'Eccellentissimo Ordine dell'Impero Britannico. Il premio gli venne consegnato da Michael Herrige, Alto Commissario britannico in India in una funzione a Chennai per aver «perseguito ideali che la Gran Bretagna apprezza e condivide».

## Opere
- Muthiah, S. (1981). Madras Discovered. East West Books (Madras) Pvt Ltd.
- Ramaswami, N. S.; Muthiah, S. (1988). Parrys 200: A saga of resilience. Affiliated East West Press Pvt. Limited.
- Muthiah, S. (1987). Madras discovered : a historical guide to looking around, supplemented with tales of "Once upon a city". Affiliated East-West Press.
- Muthiah, S. (1989). Tales of old and new Madras: the dalliance of Miss Mansell and 34 other stories of 350 years. East West Books (Madras) Pvt Ltd.
- Muthiah, S. (1990). An atlas of India. OUP
- Muthiah, S. (1990). Madras, the gracious city. East West Books (Madras) Pvt Ltd.
- Muthiah, S. (1990). Getting India on the move: the 150 year saga of Simpsons of Madras. Higginbotham's.
- Muthiah, S. (1990). Madras, its yesterdays, todays, and tomorrows. Association of British Council Scholars, South India.
- Muthiah, S. (1991). Words in Indian English: A reader's guide. Indus.
- Muthiah, S.; Khullar, Rupinder (1992). The splendours of South India. UBS Publishers' Distributors.
- Muthiah, S. (1993). A planting century: the first hundred years of the United Planters' Association of Southern India, 1893–1993. Affiliated East West Press.
- Muthiah, S. (1995). Madras, its past and present. East West Books (Madras) Pvt Ltd. ISBN 978-81-85938-24-0.
- Muthiah, S. (1995). At home in Madras. Overseas Women’s Club.
- Muthiah, S. (1997). The Spencer Legend. East West Books (Madras) Pvt Ltd.
- Muthiah, S. (1998). The spirit of Chepauk: the MCC story, a 150 year sporting tradition. East West Books (Madras) Pvt Ltd.
- Muthiah, S.; Ramnarayan, V. (1998). All in the game, a pictorial history of the Madras Cricket Club. The Madras Cricket Club.
- erera, S. S.; Muthiah, S. (1999). The Janashakthi book of Sri Lanka cricket, 1832-1996. Janashakthi Insurance.
- Muthiah, S. (2000). Looking back from "Moulmein": a biography of A.M.M. Arunachalam. East West Books (Madras) Pvt Ltd.
- Muthiah, S. (2000). Madras that is Chennai, Queen of the Coromandel. Palaniappa Brothers.
- Muthiah, S. (2002). The ace of clubs, the story of the Madras Club. The Madras Club.
- Muthiah, S. (2002). B.S. Abdur Rahman – a visionary with a mission.
- Muthiah, S.; Kalpana, K., Schiffer, Frank. (2003). Madras : the architectural heritage. Indian National Trust for Art and Cultural Heritage.
- Muthiah, S. (2004). 60 landmark years. L&T and ECC.
- Muthiah, S. (2004). Madras Rediscovered. East West Books (Madras) Pvt Ltd.
- Muthiah, S. (2004). Changing Chennai: a symposium on the queen of the Coromandel. Singh.
- Muthiah, S. (2004). The Indo Lankans, their 200-year saga. Indian Heritage Foundation.
- Muthiah, S. (2005). Madras that is Chennai, gateway to the South; Ranpar Publishers.
- Muthiah, S. (2006). 150 Years of excellence, a pictorial history of the University of Madras. University of Madras.
- Muthiah, S. (2006). The Chettiar heritage, The Chettiar Heritage.
- Muthiah, S. (2006). A tradition of Madras that is Chennai, the Taj Connemara. The Taj Connemara.
- Muthiah, S. (2006). A work of genius, the Senate House of the University of Madras. University of Madras
- Muthiah, S. (2007). Overcoming challenge: the 125 year saga of Chennai Port, the harbour that men made. Chennai Port Trust.
- Muthiah, S.; Gopalan, K. N. (2008). Moving India on wheels: The story of Ashok Leyland. Ashok Leyland.
- Muthiah, S. (2008). Born to dare: the life of Lt. Gen. Inderjit Singh Gill, PVSM, MC. Penguin Books. ISBN 978-0-670-08188-2.
- Muthiah, S. (2008). Madras, Chennai: a 400 year record of the first city of modern India, Vols. 1, 2 e 3; Association of British Scholars; Vol. 1 è del 2008 e il Vol. 3 del 2019.
- Muthiah, S. (2009). The school in the Park, a hundred years of the Sacred Heart School.
- Muthiah, S.; Sathyanarayanan, S.; Satish, Swapna; Sathasivam, Kumaran (2009). The Raj Bhavans of Tamil Nadu. South Zone Cultural Centre.
- Muthiah, S. (2010). Down by the Adyar. Madras Boat Club.
- Muthiah, S. (2011). Madras Miscellany: a decade of people, places and potpourri. East West. ISBN 978-93-8003-284-9.
- Muthiah, S. (2012). Walkabout in Oz. Ranpar Publishers.
- Muthiah, S. (2012). A Kodaikanal icon, the 125 year old history of a Kodi landmark (the story of the Kodaikanal Club). Ranpar Publishers.
- Muthiah, S.; Maclure, Harry. (2014) The Anglo Indians, a 500 year history. Niyogi Books.
- Muthiah, S.; Meyyappan Junior. (2014). A Chettiar album. The Chettiar Heritage.
- Muthiah, S. (2016). The Madras Musings silver jubilee book. Chennai Heritage.
- Muthiah, S. (2016). T.T. Vasu – The man who could never say no. Ranpar Publishers.
- Muthiah, S. (2016). Office chai, planter’s brew. Westland.
- Muthiah, S. (2016). The magnificent Shevaroys. Ranpar Publishers.